# Masturbation

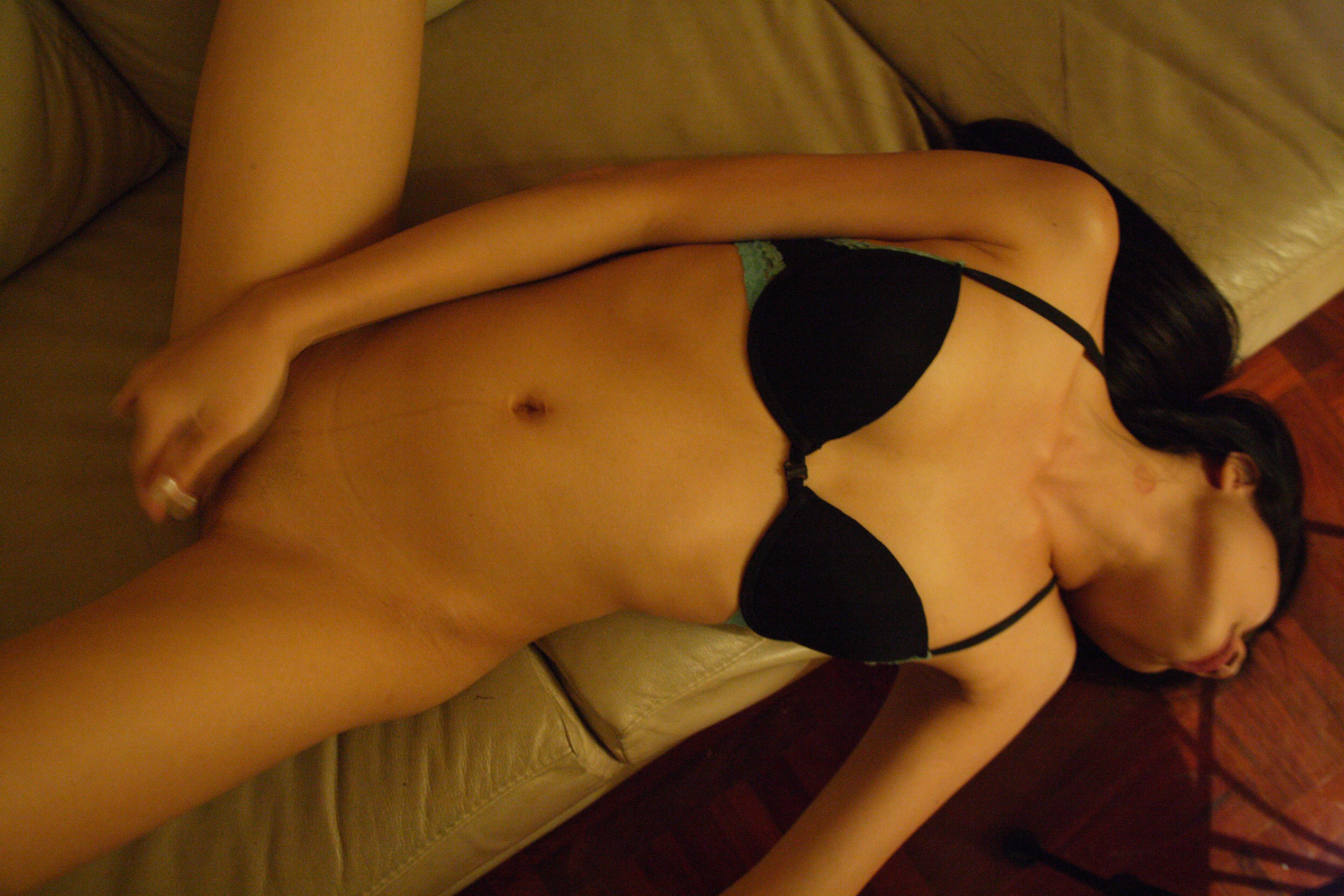
Weibliche Masturbation: Stimulation der Vulva

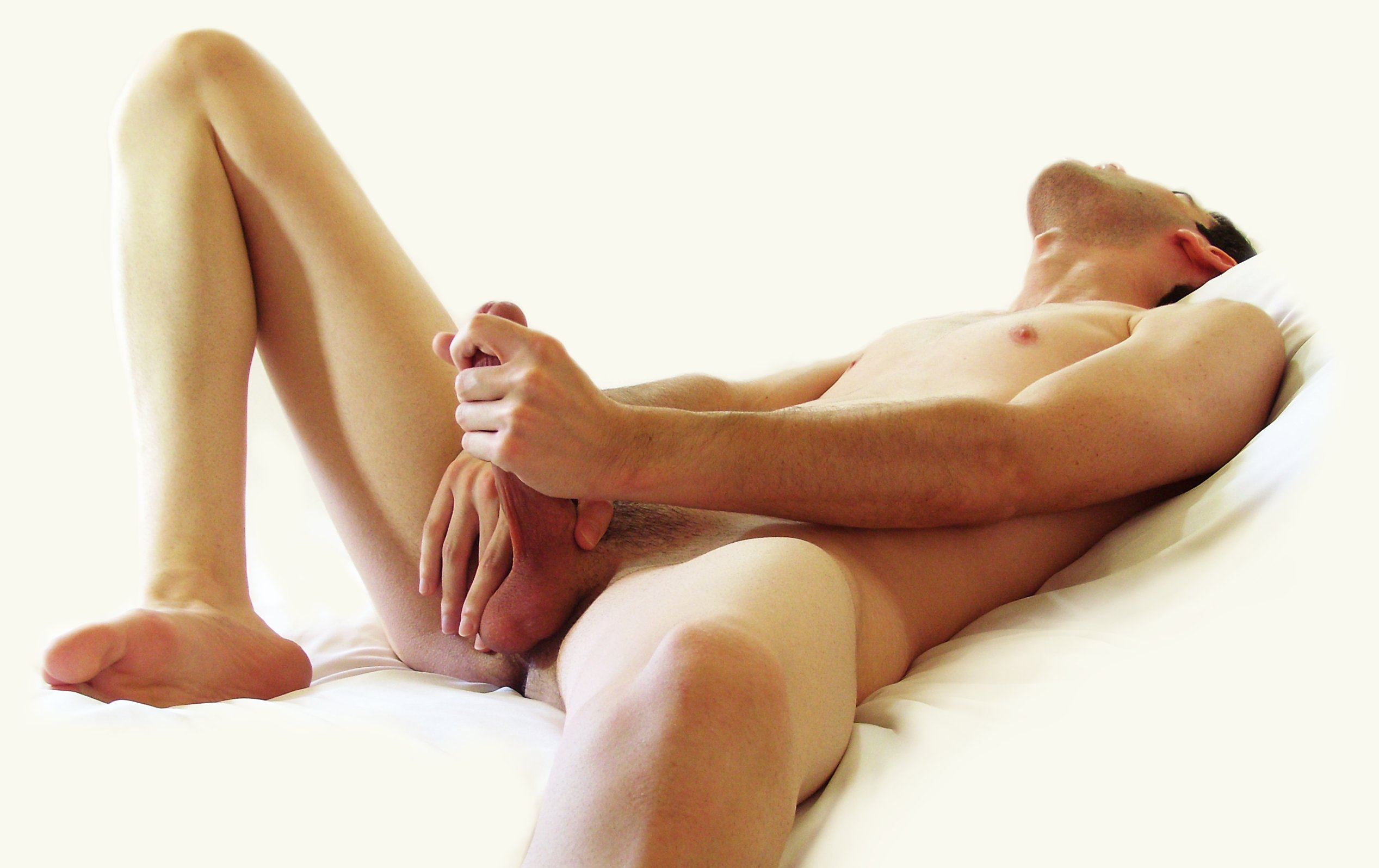
Männliche Masturbation: Stimulation von Penis und Hodensack

Masturbation (auch Onanie, Selbstbefriedigung oder Solo-Sex) bezeichnet eine Stimulation der eigenen äußeren Geschlechtsorgane zum Erlangen von sexuellem Lustgewinn. Die Masturbation erfolgt meist manuell, es können jedoch auch verschiedene Hilfsmittel zum Einsatz kommen. Sie führt in den meisten Fällen zum Orgasmus, muss aber nicht notwendigerweise darauf abzielen. Sie kann beispielsweise als Bestandteil des sexuellen Vorspiels allein der Steigerung der sexuellen Erregung dienen.

## Etymologie und alternative Bezeichnungen
Das Wort ist abgeleitet vom lateinischen Verb masturbari (masturbieren), dessen Wortherkunft unsicher ist. Mögliche Erklärungen sind eine Zusammenziehung von manibus turbari bzw. manu turbari (sich mit den Händen / mit der Hand reizen) oder von manu stuprare (sich mit der Hand schänden), weshalb in älterer Literatur auch die Form „Manustupration“ erscheint. Belege im klassischen Latein gibt es für diese Form nicht.
Eine alternative Bezeichnung für Masturbation ist Onanie, abgeleitet von der biblischen Gestalt Onan; dieser führte jedoch einen Coitus interruptus aus, um die Zeugung eines ihm unerwünschten Kindes zu vermeiden (1 Mos 38,1–11 ); danach wurden Menschen, die masturbierten, auch Onanisten genannt.
Darüber hinaus gibt es zahlreiche vulgärsprachliche Bezeichnungen wie „wichsen“ oder bei Männern „sich einen runterholen“. Jugendliche haben u. a. durch die „Liberalisierung der Jugendsexualität“ ein breites sexualsprachliches Vokabular und laut Claus Buddeberg gegenüber der Vulgärsprache weit weniger Vorbehalte als Erwachsene.

## Formen
Im häufigsten Fall handelt es sich bei der Masturbation um eine geschlechtliche Selbstbefriedigung, also eine Form der Autosexualität. Neben der häufigsten Form der Masturbation durch die Benutzung der Hand als Stimulationswerkzeug gibt es auch verschiedene Sexspielzeuge und Masturbationshilfen, die zur Unterstützung der Masturbation eingesetzt werden können.
Die häufigsten Formen sexueller Aktivität sind zum einen die Masturbation und zum anderen der Geschlechtsverkehr. Die Masturbation ist auch als gemeinsam mit einem Partner ausgeübte Sexualpraktik beliebt, da bei vielen Menschen durch die Beobachtung des masturbierenden Partners die sexuelle Erregung gesteigert wird. Sie ist oft Teil des Pettings und stellt eine Möglichkeit des „Safer Sex“ dar. Im weiteren Sinne kann auch die manuelle Befriedigung einer anderen Person (sogenannter Handjob) zur Masturbation gerechnet werden.

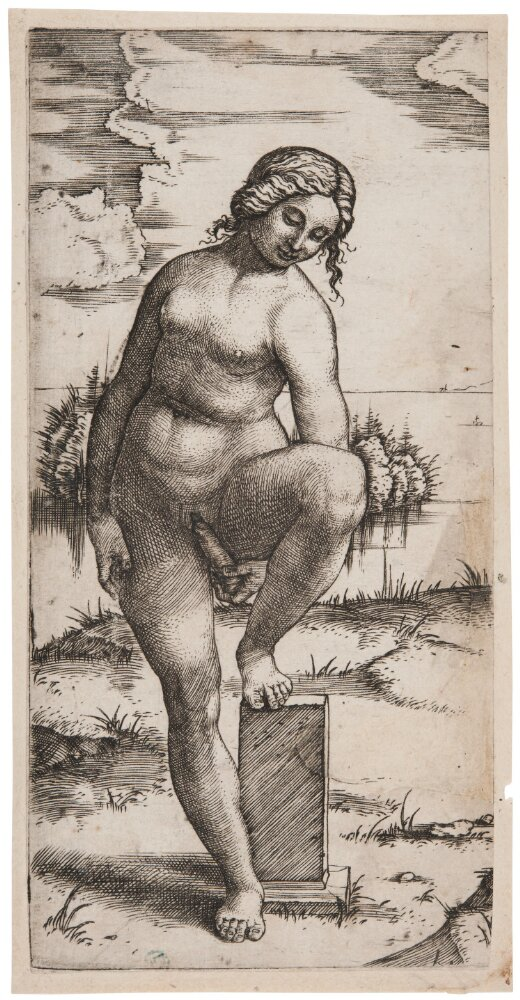
Hilfsmittel
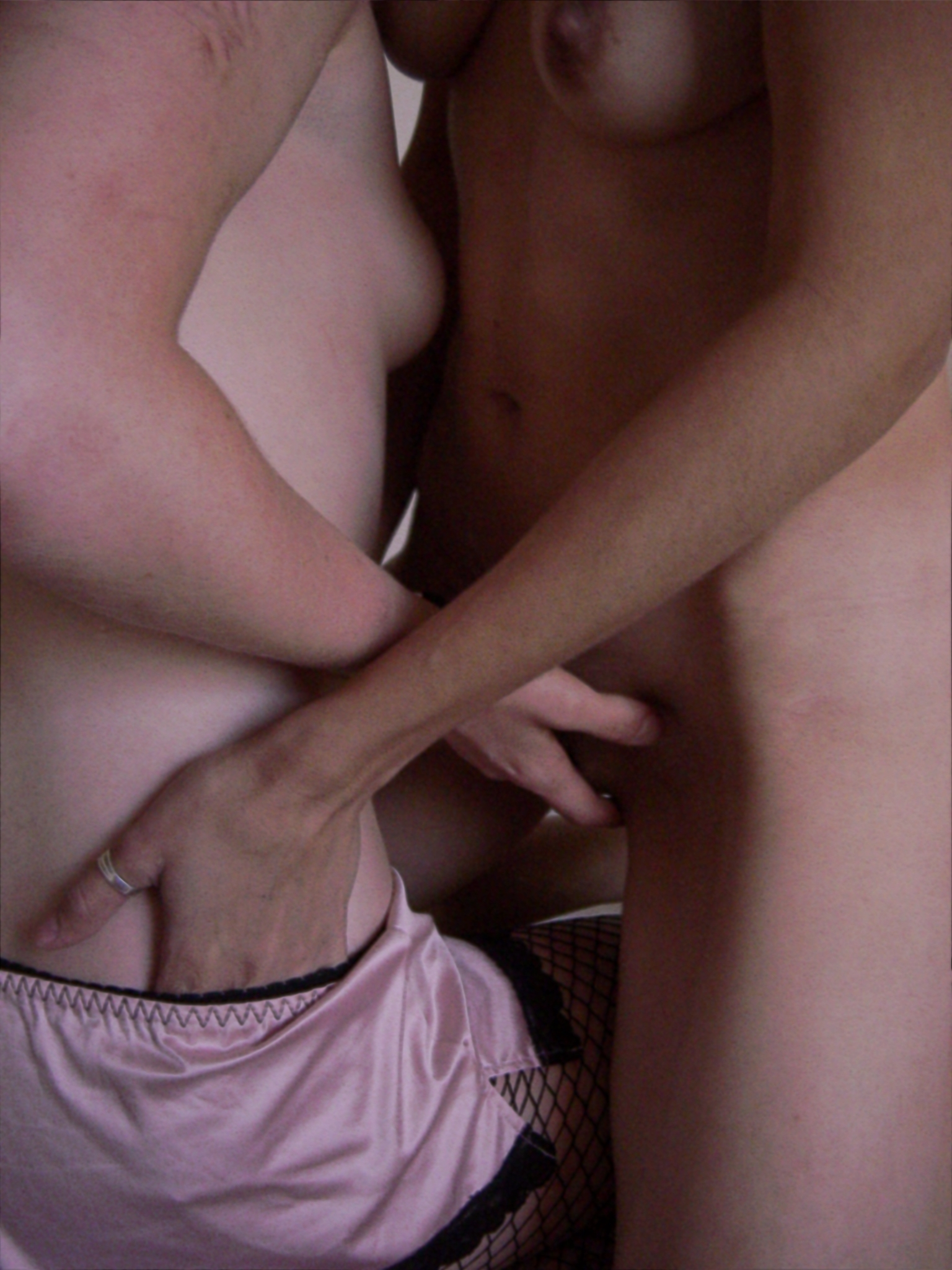
Gemeinsame, partnerschaftliche Masturbation

## Gesundheitliche Aspekte
Masturbation als solche verursacht keine gesundheitlichen Schäden, sondern wird im westlichen Kulturkreis heute eher als wichtiger Bestandteil der sexuellen Gesundheit angesehen.
Männliche Masturbation mit Ejakulation schützt vor sexuell übertragbaren Infektionskrankheiten, da dadurch die Harnröhre gereinigt wird, ein primärer Infektionsort für Krankheiten.
Masturbation wird als störend für andere Personen oder als Zeichen einer psychischen Störung gewertet, wenn sie öffentlich oder zwanghaft ausgeübt und zur Sucht wird. Vom psychologischen Standpunkt aus ist Suchtverhalten in jedem Lebensbereich mit Risiken und möglichen Gefährdungen der eigenen Person oder anderer verbunden, daher auch im Hinblick auf die Selbstbefriedigung.
Einige Studien an Männern haben Belege gefunden, dass regelmäßige Ejakulationen Prostatabeschwerden vorbeugen können. Dieser Zusammenhang wird in anderen Studien jedoch nicht bestätigt.
Selten leiden Männer nach jedem Samenerguss, egal ob durch Masturbation oder Geschlechtsverkehr hervorgerufen, unter Symptomen des Postorgasmic Illness Syndroms. Betroffene versuchen entsprechend, Ejakulationen zu vermeiden, um den Symptomen auszuweichen.

## Techniken, Häufigkeit und Statistiken
In verschiedenen Studien geben ca. 90 % der Männer und ca. 86 % der Frauen an, regelmäßig zu masturbieren. Es gibt auch Männer und Frauen, die darüber keine Auskunft geben möchten. Rechnet man eine angenommene Dunkelziffer hinzu, lässt sich generell sagen, dass nahezu alle Männer und ein Großteil der Frauen ab der Pubertät unabhängig vom Alter regelmäßig masturbieren, mit sinkender Tendenz ab dem 50. Lebensjahr.
Viele entdecken die Masturbation bereits in der frühen Pubertät, einige erst später und manche schon als Kleinkind. Jungen masturbieren gemäß mehreren Studien im Durchschnitt mit ungefähr elf bis zwölf Jahren zum ersten Mal; Mädchen masturbieren meist erst ab den späten Teenagerjahren regelmäßig. In der Pubertät ist der Anteil regelmäßig masturbierender Jungen sehr hoch und liegt bei den männlichen 15-jährigen Jugendlichen bei nahe 100 %. Die Häufigkeit beträgt dabei meist mehrmals die Woche bis mehrmals täglich; der Durchschnitt liegt bei etwa acht- bis neunmal die Woche. Besonders in der Pubertät und vor allem bei männlichen Jugendlichen sind Gruppenmasturbation und wechselseitige Masturbation nicht selten, hingegen masturbieren sie nur selten an öffentlichen Orten.
Im Erwachsenenalter hängt die Häufigkeit unter anderem vom Alter, von der Einstellung zur Sexualität und vom Beziehungsstatus ab, von der Häufigkeit von Geschlechtsverkehr und vom Grad der dabei erlebten Befriedigung. Menschen im Erwachsenenalter masturbieren im Durchschnitt zwischen ein paar Mal im Monat bis ein paar Mal in der Woche, wobei Männer deutlich öfter als Frauen masturbieren.
Grundsätzlich ziehen es 67 % der Frauen und 61 % der Männer vor, abends zu masturbieren, gefolgt von mitten am Tag und nachts. Von beiden Geschlechtern wird eine liegende Position favorisiert. Der häufigste Ort ist bei beiden Geschlechtern das Bett. Mit Zunahme des Pornografiekonsums werden auch Orte wie Schreibtischstuhl, Arbeitsplatz, Umkleidekabine oder Toilette häufiger genutzt.
Masturbiert wird auf ganz unterschiedliche Weise. Mit den Händen und Fingern oder mit Hilfsmitteln werden die eigenen erogenen Zonen stimuliert. Dabei können Gleitmittel die Reizung verbessern. Seit der Erfindung des Vibrators gegen Ende des 19. Jahrhunderts entwickelte sich ein großer Markt für Masturbationshilfsmittel, wie Vibratoren und Dildos, Masturbatoren und Sexpuppen.
Durch optische und akustische Reize, die Erinnerung an solche, durch Fantasien oder durch das Betrachten erotischer oder pornografischer Bilder oder Filme können die bei der Selbstbefriedigung empfundenen Lustgefühle gesteigert werden. Vermehrt verbreitet sich der Konsum von Pornografie, bei Männern jedoch stärker als bei Frauen. Mit der erhöhten Masturbations-Häufigkeit in der Pubertät ist auch der Pornografiekonsum in diesem Altersabschnitt überdurchschnittlich hoch, auch hier ist der Konsum von Pornografie bei Jungen signifikant stärker als bei Mädchen: 2009 ergab eine Umfrage, dass 85 % der 15-jährigen Jungen und 71 % der 15-jährigen Mädchen mindestens einmal Kontakt mit Pornografie hatten. Im Durchschnitt beginnt der erste Kontakt zur Pornografie mit 14 Jahren, mit sinkender Tendenz: So gaben 14- und 15-jährige Jungen an, dass sie beim Erstkontakt im Durchschnitt 12,7 Jahre alt waren, bei den 16–17-Jährigen lag das Alter bei 14,1 Jahren, bei den 18–20-Jährigen bei 14,9 Jahren. 2017 ergab eine Umfrage unter deutschen Jugendlichen, dass 21 Prozent aller männlichen Jugendlichen täglich Pornografie konsumieren, bei den gleichaltrigen Mädchen waren es 6 Prozent. In der gleichen Umfrage gaben 71 Prozent der Jungen und 10 Prozent der Mädchen an, mindestens wöchentlich Pornografie zu konsumieren.

### Männliche Masturbation
Männer masturbieren üblicherweise durch Stimulation des Penis durch Bewegung der Vorhaut über den Penis und insbesondere die Eichel oder durch Streichen der Hand über das Glied oder beides. Manche legen die zweite Hand an die Peniswurzel. Wesentlich seltener ist die Selbstbefriedigung durch das Reiben des Penis gegen einen weichen Gegenstand, etwa Matratze oder Kissen. Auch anale und urethrale Selbstbefriedigung sind selten. Gelenkigen Männern ist auch die orale Selbstbefriedigung – Autofellatio genannt – möglich. Der Kinsey-Report nennt einen Anteil von 0,2 bis 0,3 % der männlichen Bevölkerung, der dazu in der Lage ist. Hingegen ist die Zahl der Männer, die dies wenigstens ausprobiert haben, wesentlich höher; auch ist dies ein nicht seltener Bestandteil masturbatorischer Traum-Phantasien. Kinsey vermutete hier einen animalischen Hintergrund, denn bei Primaten ist Autofellatio eine normale Form der sexuellen Betätigung.
Die Masturbation beim Mann endet fast immer mit einer Ejakulation. Die meisten Männer ejakulieren dabei nach weniger als zwei Minuten – teils sogar nach zehn bis zwanzig Sekunden –, einige zögern den Orgasmus zur Steigerung der Lust deutlich hinaus, in Extremfällen bis zu über eine Stunde.
Üblicherweise erfolgt bei Männern die Masturbation unter starker Beteiligung erotischer Phantasien. Zunehmend ist zugleich ein steigender Konsum von Pornografie zu beobachten.
Männer masturbieren im Durchschnitt häufiger als Frauen, auch der Konsum von Pornografie ist bei Männern höher (siehe Abschnitt oben). Vor allem in der Pubertät masturbieren die meisten jungen Männer mindestens einmal täglich.

### Weibliche Masturbation

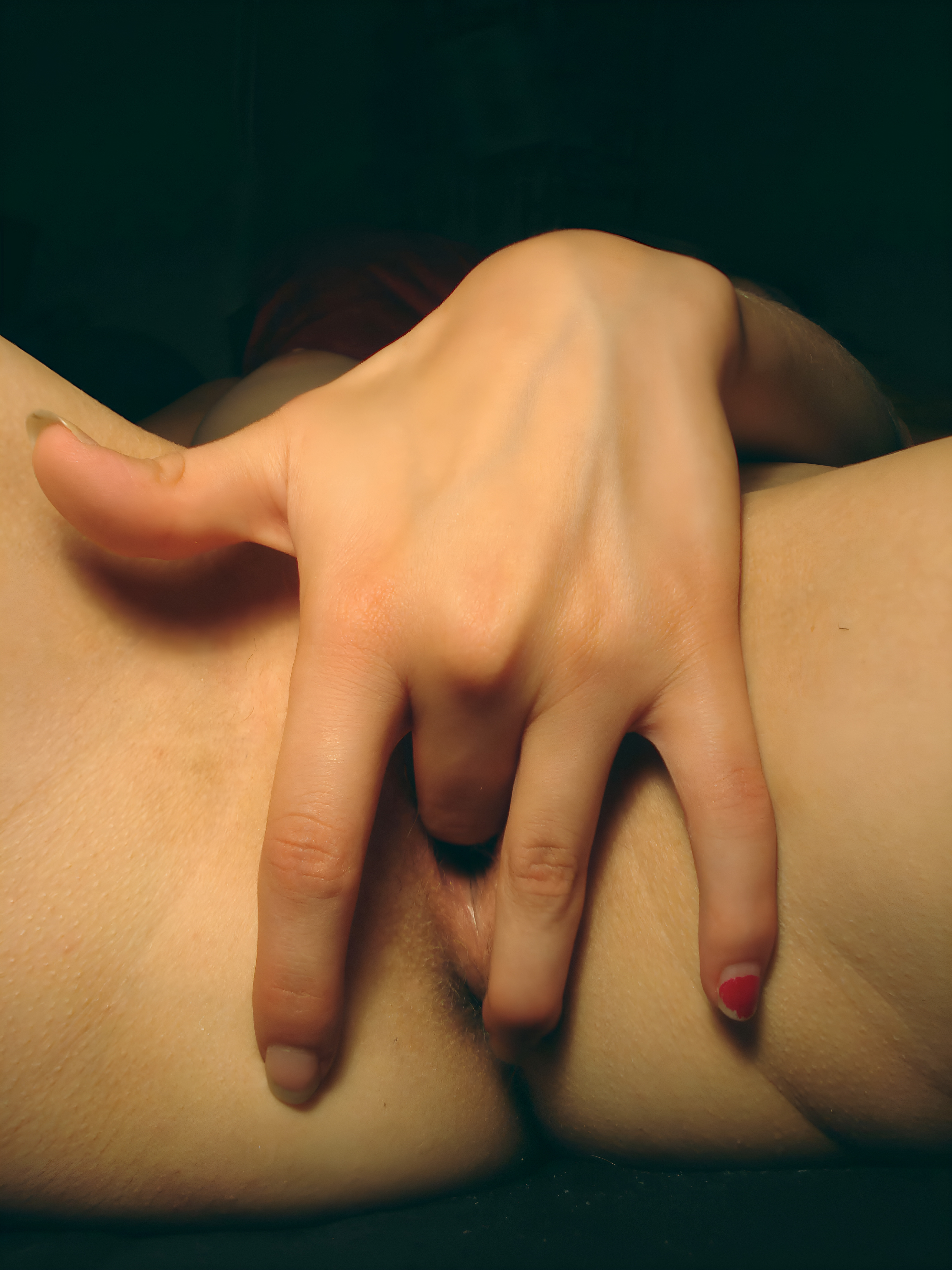
Die weibliche Masturbation („Fingern“ genannt) kann mit einem oder mehreren Fingern geschehen

Die gebräuchlichste Form der Masturbation bei Frauen ist die Stimulation von Klitoris und Vulva mit der Hand (Fingern). Die meisten Frauen liegen bei der Masturbation auf dem Rücken. Häufig wird zur Stimulation der Klitoris auch ein Vibrator verwendet. Nur relativ wenige Frauen führen beim Masturbieren ihre Finger oder Gegenstände wie Dildos in die Vagina ein; die Angaben dazu liegen in verschiedenen Studien bei unter 20 Prozent. Laut Hite praktizieren etwa zwölf Prozent der Frauen zumindest manchmal vaginale Masturbation in Kombination mit klitoraler Stimulation und etwa zwei Prozent manchmal auch rein vaginale Masturbation.
Eine schwedische Studie aus dem Jahr 2006 besagt, dass 69 Prozent der schwedischen Frauen sich bevorzugt klitoral befriedigen, 28 Prozent bevorzugen eine Kombination aus klitoraler und vaginaler Masturbation und weniger als drei Prozent ausschließlich vaginale Masturbation. Weitere weniger verbreitete Formen der Masturbation bei Frauen sind das Reiben der Vulva an weichen Gegenständen, das rhythmische Zusammenpressen der Oberschenkel und die Stimulation von Klitoris und Vulva mit Hilfe von Wasser. Anale Stimulation wird von manchen Frauen zusätzlich zur klitoralen oder vaginalen Masturbation ausgeübt. Die orale Selbstbefriedigung – genannt Autocunnilingus – ist bei Frauen mit extrem wenigen Ausnahmen unmöglich.
Während erotische Phantasien bei Männern sehr verbreitet sind, haben laut Kinsey nur die Hälfte der Frauen bei der Masturbation regelmäßig sexuelle Phantasien, für mehr als ein Drittel der Befragten ist Masturbation rein körperlich, laut Hite genießen sogar die meisten Frauen die Masturbation meist zwar physisch, nicht jedoch psychisch. Die Phantasien der Frauen sind stärker als bei Männern auf die bereits erlebten Arten sexueller Handlungen beschränkt. Anders als beim Geschlechtsverkehr erreichen bei der Masturbation sehr viele Frauen einen Orgasmus. In Kinseys Studien gaben 45 Prozent der Frauen an, durch Masturbation üblicherweise innerhalb von drei Minuten einen Orgasmus zu erreichen, weitere 25 Prozent in vier bis fünf Minuten, wobei viele der Frauen ihn mit Absicht hinauszögern. Viele Frauen geben darüber hinaus an, Masturbation bis zum Orgasmus zu nutzen, um die ablenkende sexuelle Erregung möglichst schnell abzubauen. Da Masturbation die einfachste und zuverlässigste Methode darstellt, um einen weiblichen Orgasmus herbeizuführen, ist sie für die Erforschung weiblicher Orgasmen von großer Bedeutung.
Die verbreitete Ansicht, die Sexualität würde erst mit der Pubertät entstehen, ist falsch. Laut Kinsey haben etwa 19 % der Mädchen bereits vor der Pubertät masturbiert, teils schon im ersten Lebensjahr. Sie erreichen dabei häufiger als Jungen entsprechenden Alters einen Orgasmus. Ältere Frauen masturbieren häufiger als junge, am meisten ist die Masturbation bei Frauen Mitte 40 verbreitet. Erst bei den über 50-Jährigen ist eine Abnahme der Verbreitung festzustellen. Die mittlere Häufigkeit der Masturbation ist über alle Altersstufen von 20 bis 55 Jahren fast konstant. Kinsey gibt den Median für masturbierende Singlefrauen mit einmal alle zwei bis drei Wochen an. Die Streuung ist dabei – wie bei den meisten Sexualgrößen – bei Frauen wesentlich größer als bei Männern, so dass die durchschnittliche Häufigkeit vermutlich bei etwa einmal pro Woche liegt.

## Betrachtungen

### Medizingeschichtlich

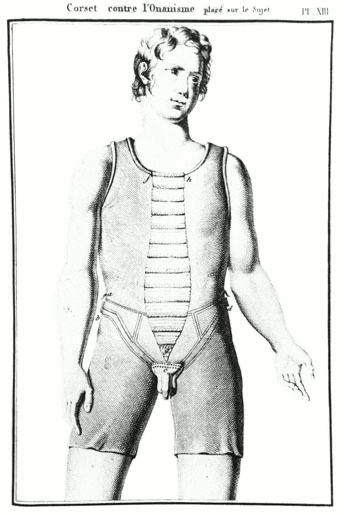
Korsett zur Verhinderung der Masturbation, aus einem französischen Buch von ca. 1815

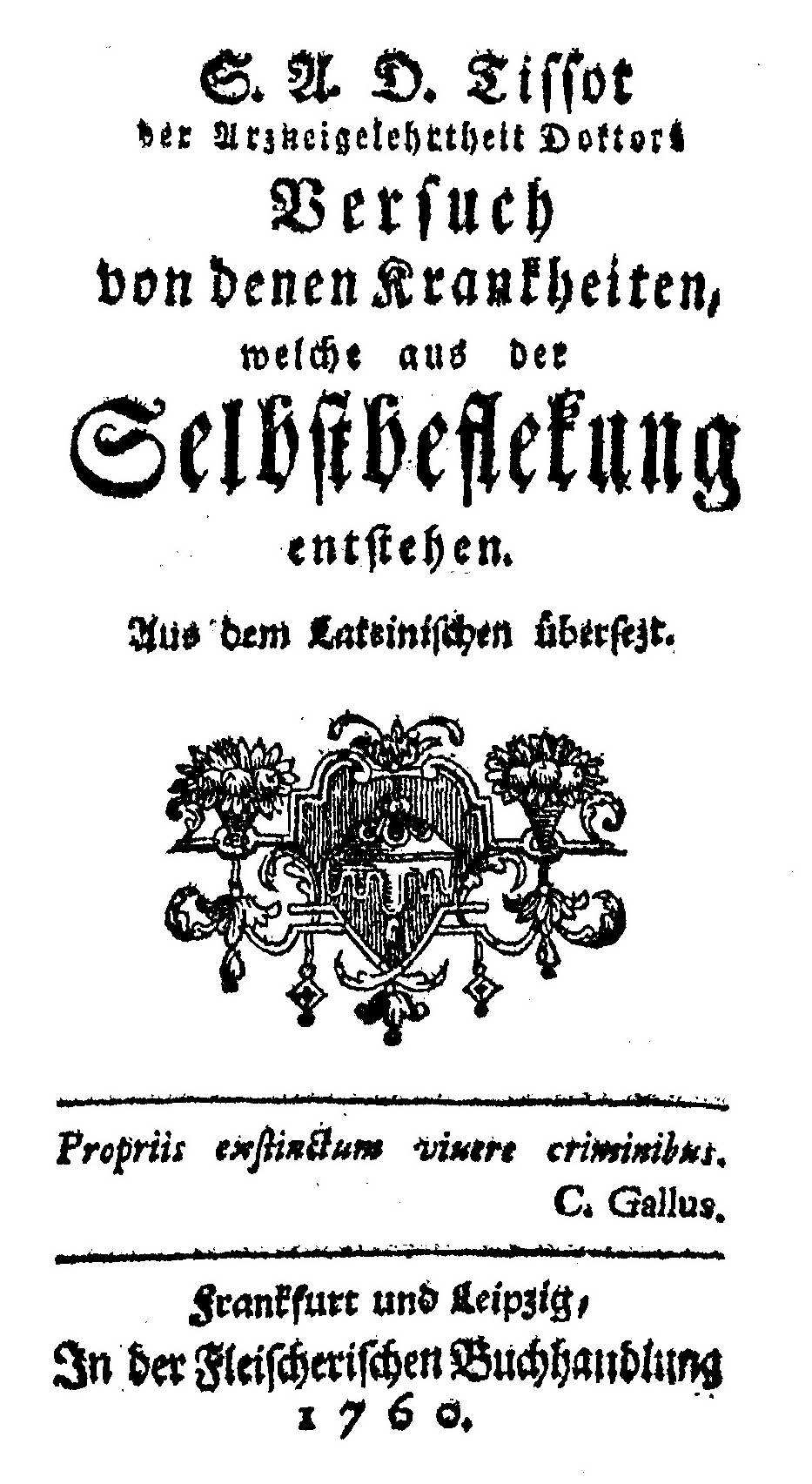
Titelblatt von S.A.D. Tissot: Versuch von denen Krankheiten, welche aus der Selbstbeflekung entstehen (1760)

Im antiken Griechenland war Sexualität trotz moralischer Freizügigkeit kein tabuloses Thema. Es gab jedoch Vertreter des Kynismus, die das Ziel hatten, zum Naturzustand zurückzukehren, „den sie in tierischen und kindlichen Verhaltensweisen gegenüber der Kultur, dem Anerzogenen (Paidéia) sahen“. Einer ihrer Vertreter, Diogenes von Sinope, galt als Meister der Provokation; er sagte, als er sich öffentlich auf dem Marktplatz befriedigte: „Wenn man doch auch so den Bauch reiben könnte, um den Hunger zu stillen.“ Andere griechische Philosophen standen der Masturbation jedoch kritischer gegenüber als Diogenes.
Ab dem späten Mittelalter wurde sie genauso wie alle anderen Formen der Sexualität, die nicht ausschließlich der Fortpflanzung dienten, von der römisch-katholischen Kirche als Sünde betrachtet und teilweise als widernatürliche Unzucht. In der 1768 eingeführten und bis 1787 gültigen Constitutio Criminalis Theresiana wird sie im selben Paragrafen wie die anderen „Unkeuschheiten wider die Natur“ abgehandelt und es war mindestens eine angemessene Leibesstrafe vorgesehen. Über den späteren französischen König Ludwig XIII. (1601–1643) ist dagegen bekannt, dass dessen Leibarzt schrieb, Kindermädchen sollten zur „abendlichen Beruhigung“ Jungen im „Kitzeln des Penis“ unterweisen.
In der Aufklärung erfuhr sie eine Brandmarkung als „soziale Gefahr“ und „unnatürliches Verhalten“ jenseits der rein religiösen Verurteilung.
Im Jahre 1712 erschien in England das vermutlich vom geschäftstüchtigen Quacksalber und Schriftsteller John Marten geschriebene und anonym veröffentlichte Pamphlet Onania: or, the Heinous Sin of Self-Pollution. („Onanie oder die abscheuliche Sünde der Selbstbeschmutzung“), das nach und nach in alle europäischen Sprachen übersetzt wurde und große Verbreitung erfuhr. Darin wurde behauptet, dass exzessive Masturbation vielfältige Krankheiten wie Pocken und Tuberkulose verursachen könne. Bezeichnend ist, dass John Marten gleichzeitig zahlreiche kleinere softpornografische Schriften veröffentlichte und in Onania eine von ihm erfundene „Medizin“ gegen die angeblich aus der Masturbation resultierenden Krankheiten anbot. Selbst die großen Aufklärer der Zeit glaubten dem anonym veröffentlichten Werk. Denis Diderot nahm die fragwürdigen Thesen unter dem Artikeltitel Manstupration ou Manustupration sogar in seine Encyclopédie auf.
Im 18. und 19. Jahrhundert fand in der Folge in ganz Europa geradezu ein „Feldzug gegen die Masturbation“ statt. Es erschienen zahlreiche wissenschaftliche und populärwissenschaftliche Veröffentlichungen, die die angeblichen Gefahren der Masturbation anprangerten und Methoden zu ihrer Verhinderung anboten. Als Standardwerk kann die ab 1760 in vielfachen Auflagen verbreitete Schrift L’Onanisme. Dissertation sur les maladies produits par la masturbation (Die Onanie. Abhandlung über Krankheiten durch Masturbation) des Lausanner Arztes Samuel Auguste Tissot gelten. Erst von jener Zeit an wurde die betreffende Bibelstelle über Onan nicht mehr als Coitus interruptus begriffen. Auch Christoph Wilhelm Hufeland sah die Onanie junger Männer als Ursache von krankhafter Schwäche an, ebenso – die damalige Ansicht aufgreifend – Heinrich von Kleist.
Eine „Masturbationsfurcht“ gab es in der ersten Hälfte des 19. Jahrhunderts vor allem im bürgerlichen Umfeld, aber nur selten in unteren Bevölkerungsschichten und in adeligen Kreisen. Die Medizin, insbesondere des 19. Jahrhunderts, unterstützte diese Vorstellungen mit Fehldeutungen verschiedener körperlicher Befindlichkeitsstörungen als Folge von zu häufiger Masturbation. Solche falschen Vorstellungen kursierten bereits über Jahrhunderte, beispielsweise, dass Selbstbefriedigung die gesunde geschlechtliche Entwicklung eines Knaben behindere und zu Gehirnerweichung und Rückenmarksschwund führe. Auch Krebs, Lepra und Wahnsinn sowie weitere psychiatrische Krankheitsbilder sollten angeblich die Folge der Masturbation sein. Erst nachdem Robert Koch 1882 den Tuberkelbazillus entdeckt hatte, behaupten die Mediziner nicht mehr, dass Masturbieren Tuberkulose hervorrufe.
Neben gesundheitlichen Gefahren wurden auch moralische Argumente gegen die Masturbation vorgebracht: Sie sei egoistisch, verleite zur Disziplinlosigkeit, stelle ein „nutzloses Vergnügen“ dar und wurde mitunter als „sexueller Missbrauch“ bezeichnet. Die Masturbation fördere die Abkapselung des Masturbators von der Gesellschaft, da er zu seiner sexuellen Befriedigung keinen Partner benötigt. Masturbation wurde besonders von Erziehungspersonen bei ihrer Einflussnahme auf Kinder und Heranwachsende moralisch geächtet, verdammt und mit Angst auslösenden Behauptungen, beispielsweise dass man durch Masturbation krank werde, tabuisiert.

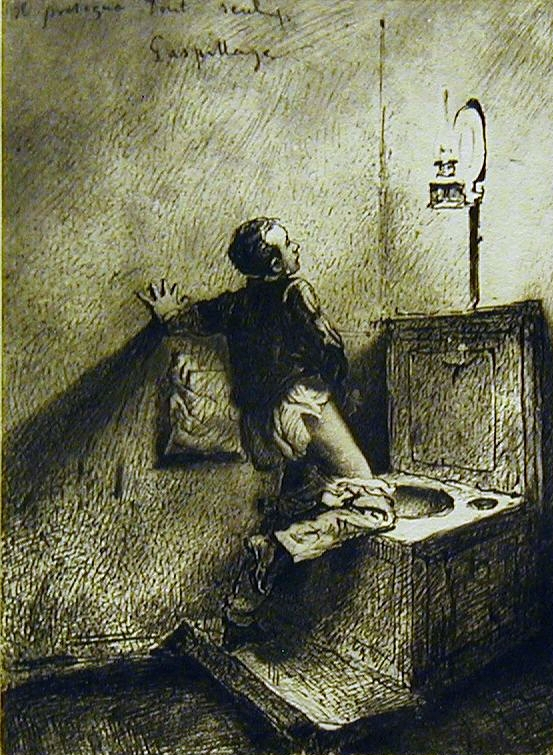
Michael von Zichy: Onanie (1911)

Sigmund Freud befasste sich eingehend mit der Masturbation als angebliche Ursache neurotischer Erkrankungen, insbesondere der Neurasthenie als sogenannter Aktualneurose. Kindliche Masturbation sah er je nach Stand seiner Theorieentwicklung als Ausdruck einer vorhergehenden Verführung des Kindes oder im Rahmen der Theorie der infantilen Sexualität als spontanes, entwicklungsbedingtes Geschehen an. Gelegentlich bezeichnete er die Masturbation als die Ursucht, an deren Stelle später andere, erwachsenentypische Süchte wie das Rauchen etwa träten. Als suchthaftes Verhalten aber spiele sie auch eine ungeheure Rolle im Verständnis der (als Psychoneurose beurteilten) Hysterie. Die Frage der Schädlichkeit der Onanie war um 1912 Gegenstand einer Debatte der Wiener Psychoanalytischen Vereinigung; Freud wendete sich resümierend gegen eine grundsätzliche Verharmlosung: In der Neurasthenie als direkte Folge, aber auch durch Verminderung der Potenz, Verweichlichung des Charakters durch Fixierung auf phantasierte Befriedigung statt realer Anstrengung und Stagnation der allgemeinen psychosexuellen Entwicklung disponiere die Selbstbefriedigung zur Neurose. Noch kritischer bewertete in der Debatte Viktor Tausk die Onanie, weil sie dem Onanisten „perverse Vorstellungen“ liefere, „die die infantilen Perversionsaffekte aktivieren, so dass eine Perversion, die etwa durch rechtzeitige normale Sexualbetätigung gut verdrängt worden wäre, durch die Onanie fixiert werden kann.“ Auf diese Weise könne die Onanie „zur Brücke der Neurose“ werden und „mit Hilfe der exhibitionistischen und Voyeur-Komponente des Geschlechtstriebes den Narzissmus zur vollen Intensität züchten.“ Otto Rank betonte die masochistische Bedeutung der Onanie und vertrat die Hypothese, dass die Onanie „eine Art unbewußter Selbstkastration“ sei, und wies dabei auf den gängigen Ausdruck „sich einen herunterreißen“ hin.
Bis weit ins 20. Jahrhundert hinein war der Glaube weit verbreitet, dass Akne durch Masturbation hervorgerufen werde. Die Hypothese konnte sich wohl deshalb so lange halten, weil sehr viele Jugendliche in der Pubertät unter Akne leiden und gleichzeitig in der Pubertät auch häufig masturbieren (siehe auch Cum hoc ergo propter hoc). Bis in die 1980er-Jahre wurde Masturbation auch in medizinischen Kreisen gelegentlich als unreife, im Erwachsenenalter als pathologische Form der Sexualität betrachtet.
Heute ist es selbstverständlich geworden, Masturbation anzuwenden.

### Pädagogisch
Die Pädagogen der Aufklärung griffen im 18. Jahrhundert die medizinischen Argumente auf und verarbeiteten sie methodisch in ihren Lehrgeschichten. Namentlich aus den Reihen der Philanthropen (Villaume, Salzmann u. a.) kamen zahlreiche Monografien, die neben den vermeintlichen körperlichen Schäden auch die seelischen Verwüstungen darstellten, die die „Selbstschändung“ hervorrufe. Die Ursachen sahen die Pädagogen in einer nach ihrer Einschätzung verbreiteten verzärtelnden Erziehung und besonders in mangelhafter Hygiene, in zu weichen Betten, in falscher Ernährung, im Bewegungsmangel und in zu enger und zu warmer Kleidung.
Zu den Fehlern der häuslichen Erziehung kämen die falschen Lehrinhalte in den Schulen. Ein Hauptübel seien die Literatur und die sogenannten „schönen Künste“. Das permanente Schmachten, das ständige Verliebtsein und Sehnen nach dem Glück setze falsche Akzente. Die Literatur des „Sturm und Drang“ wurde besonders geächtet. Aber auch die alten Griechen blieben nicht verschont.
Die größte Gefahr freilich sahen die Philanthropen im sozialen Umgang der Kinder. Die Ammen, die die Kleinen in der Frühzeit betreuten, legten oft das Fundament für eine dauerhafte Verführung. Kinderwärterinnen, Gouvernanten, Bedienstete, Knechte, Mägde, Friseure, Schneider und Tanzlehrer setzten die Fehlleitung der Kinder und Jugendlichen systematisch fort. Nicht ungenannt blieben auch die Lehrer im Haus und in der Schule. Als Mittel der Gegenwirkung empfahlen die Philanthropen indirekte und direkte Maßnahmen. Zu den indirekten zählte die allgemeine Korrektur der Erziehung. Dazu gehörten Selbstzucht und Askese als Leitprinzipien, die Mäßigung im Essen, Trinken und Schlafen. Abhärtung und hygienische Maßnahmen sowie eine Erziehung zur Schamhaftigkeit und der Erzeugung von Ekel bei geschlechtlichen Dingen.
Egal nun aber, wie das pädagogische Feld bestellt sei: Oberstes Prinzip der Erzieher müsse es sein, den Zögling ständig zu überwachen und zu kontrollieren. „Lasst ihn weder Tag noch Nacht allein; schlaft wenigstens in seinem Zimmer“, hatte Rousseau in seinem Emile empfohlen. Zu den direkten Maßnahmen zählten die sogenannten „wahren Geschichten“ aus dem Leben, in denen die Pädagogen die zahllosen leib-seelischen Gebrechen anschaulich an den Lebensläufen unglücklicher Jungen und Mädchen darstellten, die der Masturbation verfallen waren. Langes Siechtum und Tod waren nicht selten der Ausgang der Schreckensberichte, die die Jugendlichen wieder auf den Pfad der Tugend führen sollten.
Blieben diese Mittel ohne Wirkung, so empfahlen die Pädagogen das Anlegen von Fesselbändern, Gürteln und Leibchen. Als drastischste Maßnahme muss die Infibulation bezeichnet werden. Darunter verstand man einen Draht, der durch die Vorhaut über die Eichel angelegt wurde. Joachim Heinrich Campe, bedeutender Pädagoge und Verleger der deutschen Aufklärung, propagierte diese Methode nachhaltig und konnte nur bedauern, dass die Infibulation „nur bei der einen Hälfte unserer Jugend“ anwendbar sei.
Zudem gab es Überlegungen, die äußeren weiblichen Geschlechtsorgane operativ zu manipulieren. Die Maßnahmen reichten vom Vernähen der Vulva bis zur Klitorisbeschneidung (siehe weibliche Genitalverstümmelung). In die Pädagogik wurden solche Empfehlungen jedoch nicht aufgenommen. Konsens bestand unter den Erziehern, dass dem „Erkennen des Masturbanten“ große Bedeutung zukomme. Hierfür entwarfen sie einen systematischen Beobachtungsplan, der Kriterien auflistete, die den Sünder überführen sollten.

### Anthropologisch
In Muelos: A Stone Age Superstition about Sexuality rekonstruiert der US-Anthropologe Weston La Barre die Ursachen des weltweiten Aberglaubens, männliche Masturbation führe zur Minderung von Nervensubstanz, und entdeckt sie in einer primitiven Fehleinschätzung des Wesens menschlicher Hirnmasse, die nicht als Substrat für Informationsverarbeitung, sondern Kraftstoff vorgestellt werde.

### Philosophisch
Der Philosoph der Aufklärung Immanuel Kant sah Selbstbefriedigung als sittliche Verfehlung. Für ihn ist der natürliche Zweck des Sexualtriebs, dem nicht zuwidergehandelt werden dürfe, die Fortpflanzung. In seiner Metaphysik der Sitten legt er dar, dass die „wohllüstige Selbstschändung“ (d. h. die Masturbation) eine Verletzung der Pflicht des Menschen gegen sich selbst sei, weil er seine eigene Persönlichkeit aufgebe, indem er sich selbst als reines Mittel zur Befriedigung seiner Triebe gebrauche. Diese Selbstaufgabe erfordere nicht einmal Mut, sondern nur ein Nachgeben gegenüber dem Trieb, und wird deshalb von Kant als noch schlimmeres moralisches Vergehen bewertet als der Suizid.

### Religiös

#### Schöpfungsmythen in den Religionen der Antike
Masturbation ist in antiken Religionen Teil mancher Schöpfungsmythen. Im altägyptischen Heliopolis hat sich der Schöpfungsgott Atum (Altes Reich) durch seinen Willen aus sich selbst heraus erschaffen, in Theben manifestiert sich dieser Wille in der Masturbation. Der Wind- und Fruchtbarkeitsgott Amun schuf seinen Sohn Schu (Beiname „Leben“, Gott des Sonnenlichts) und seine Tochter Tefnut (Symbol für Feuer, Beiname „Wahrheit“), indem er sich durch Masturbation selbst befruchtete. Zarathustra befriedigt sich im Kaspischen Meer, wo Anahita, die Göttin des Wassers und der Fruchtbarkeit, seinen Samen empfängt und den Heiland austrägt.

#### Judentum
Für das Judentum gelten die Gesetze und Regeln der Thora, der fünf Bücher Mose (Pentateuch), mitsamt ihrer Auslegung durch den Talmud.
Die jüdischen Schriften äußern sich nicht eindeutig zur Masturbation. Grundsätzlich ist anzumerken, dass Gott in der Bibel dem Volk Israel detaillierte Vorschriften zum Sexualverhalten macht (Lev 18,6–23  und Lev 20,10–21 ), dabei die Masturbation jedoch nicht ausdrücklich erwähnt. Es gibt rituelle Unreinheit, die den Menschen von der Begegnung mit Gott (z. B. im Gottesdienst) ausschließt. Samenerguss nach Lev 15,16  gilt im Judentum (wie auch Eiterfluss, krankhafte Blutung oder die weibliche Menstruation) als Verlust von Lebenskeimen bzw. Lebenskraft und verunreinigt so den Körper. Von der Sünde unterscheidet sich diese Unreinheit dadurch, dass Sünde nur durch Opfer beseitigt werden kann, Unreinheit erfordert demgegenüber rituelle Waschungen (Mikwe) und eine Wartezeit (meist bis zum nächsten Abend).
Der Kizzur Schulchan Aruch (ein populäres halachisches Kompendium von 1834, das sich u. a. durch die ausschließliche Behandlung von häufig auftretenden rechtlichen Fragen des täglichen Lebens auszeichnet) sagt:
„Es ist verboten, nutzlos Samen zu verschwenden. Dies ist ein Verbrechen, das schwerer ist als alle anderen Verstöße gegen die Thora. Diejenigen, die masturbieren und so nutzlos Samen verschwenden, übertreten nicht nur ein strenges Gebot, sondern jemand, der das tut, muss auch mit dem Bann belegt werden. Über so jemanden steht geschrieben: ‚Deine Hände sind voll Blut‘ (Jesaja 1,15). Er ist somit einem Mörder gleich.“ (Kizzur Schulchan Aruch 151, 1)

#### Christentum
Formal gelten die jüdischen Schriften (das Alte Testament, d. h. ohne die Auslegung durch den Talmud) für die Christen unverändert fort, denn Jesus (und später Paulus) erklären selbst, das Alte Testament sei nicht durch die Lehre Christi ab- oder aufgelöst, sondern lediglich durch die Gottes- und Nächstenliebe erfüllt worden (Mt 5,17–20 ). Viele jüdische Lehren haben dadurch einen anderen Stellenwert erhalten. Rituelle Waschungen sind im Christentum beispielsweise weitgehend unbekannt.
Jesus spricht sich in zahlreichen Situationen gegen das starre Befolgen von Gesetzen aus und stärkt im Gegenzug die Gewissensentscheidung des Einzelnen. Die Kirchen ordnen die Masturbation unterschiedlich ein. Es gibt Bibelstellen, die mit der Masturbation in Zusammenhang gebracht werden. Die Interpretation ist umstritten.
Meist wird die Bibelstelle Gen 38,8–10  als Lehrmeinung gegen Masturbation zitiert. Allerdings bestraft Gott Onan (daher der Begriff Onanie) nicht wegen Masturbation, auch nicht wegen des Coitus interruptus, sondern wegen des Nichtvollzugs des im Judentum vorgeschriebenen Levirats (Heirat der Witwe seines verstorbenen Bruders, um ihr Nachkommen zu gewähren, die sie im Alter versorgen und den Namen des Bruders weiterbestehen lassen).
Andere Bibelstellen befassen sich mit übersteigerten Grundbedürfnissen und kritisieren beispielsweise in Gal 5,19–26  Sucht und suchtähnliche Gewohnheiten. Hier geht es auch um die Frage, inwiefern die betroffene Person noch über ihre eigenen Gefühle herrscht. Außerdem gibt es teilweise die Auffassung, dass Sexualität generell in die Ehe gehöre.
„Wenn sie sich aber nicht enthalten können, sollen sie heiraten; denn es ist besser zu heiraten, als sich in Begierde zu verzehren.“ (1 Kor 7,9 )
Nach rabbinischer Auslegung lag das heiratsfähige Alter bei 12 (Mädchen) beziehungsweise 13 (Jungen) Jahren, was nach Fritz Rienecker auf die frühere Pubertät in südlichen Ländern zurückzuführen sei. Deshalb geht die Bibel nicht auf vorehelichen Geschlechtsverkehr ein und bezeichnet lediglich Untreue beziehungsweise Ehebruch als Sünde. Weiterhin warnt die Bibel in Mt 5,27–28  vor sexuellen Fantasien mit einem anderen als dem eigenen Ehepartner. Über innereheliche Selbstbefriedigung dagegen trifft die Bibel keine klare Aussage, jedoch sind die Eheleute nach 1 Kor 7,4–5  aufgefordert, sich einander nicht zu entziehen.
Die christlichen Konfessionen bewerten Masturbation unterschiedlich. Nach Auffassung der römisch-katholischen Kirche stellt Selbstbefriedigung als „absichtliche Erregung der Geschlechtsorgane, mit dem Ziel, geschlechtliche Lust hervorzurufen“ (KKK Nr. 2352), wie auch jeglicher freiwillige, außereheliche „Gebrauch der Geschlechtskraft“ eine „in sich schwere ordnungswidrige Handlung“ dar. Sie gehört neben Pornographie und homosexuellen Praktiken zu den Sünden, die schwer gegen die Keuschheit verstoßen (KKK 2396). Allerdings werden in der Seelsorge Faktoren wie „affektive Unreife, die Macht eingefleischter Gewohnheiten, Angstzustände und weitere psychische oder gesellschaftliche Faktoren“ berücksichtigt, „welche die moralische Schuld vermindern oder sogar auf ein Minimum beschränken können“. Die evangelische Kirche in Deutschland verweist in ihrer von der Meinung der Autoren geprägten Online-Lebensberatung darauf, Glaube lebe aus dem Vertrauen auf Gott, und nicht aus der Einhaltung von Gesetzen. Sexualität sei eine Gabe Gottes, die genutzt werden solle, ohne dass sie jemandem schadet. Dies sei bei Masturbation nicht der Fall, sondern „im Gegenteil: wer sich mit seinem Körper auskennt, der kann auch in einer Partnerschaft offener und selbstbewusster über Sex sprechen – kann sagen, was er oder sie möchte und vor allem, was nicht!“ Sie lässt die Frage offen, ob Sexualität grundsätzlich in eine Ehe gehöre.

#### Islam
Für Angehörige des Islam gilt nach wie vor für jugendliche und erwachsene Männer ein religiös begründetes Masturbationsverbot mit nur wenigen Ausnahmeregelungen. Religiöse Vorschriften verlangen von Männern, wenn sie masturbiert haben, darüber Reue zu empfinden. Religiöse Autoritäten lehren, dass sexuelle Handlungen bis zur Ejakulation nur mit Ehefrauen oder Sklavinnen stattfinden dürften.
Im Koran findet sich Folgendes:
„1 Erfolg fürwahr krönt die Gläubigen, […] 5 die ihre Sinnlichkeit im Zaum halten – 6 Es sei denn mit ihren Gattinnen oder denen, die ihre Rechte besitzt, denn dann sind sie nicht zu tadeln; 7 Die aber darüber hinaus Gelüste tragen, die sind die Übertreter“ (Sure 23, Verse 1 und 5–7)
Sunnitische Rechtsgelehrte beziehen diese Koranstelle nicht auf Masturbation, sondern auf die zeitlich begrenzte Genuss-Ehe, die sogenannte Mutʿa-Ehe, die bei zwölfer-schiitischen Muslimen zulässig ist. In der Sure 24 lautet Vers 33:
„33 Und diejenigen, die keine (Gelegenheit) zur Ehe finden, sollen sich keusch halten, bis Allah sie aus Seiner Fülle reich macht. […]“
Keuschheit (keusch aus lateinisch conscius ‚bewusst‘) wird im Wortsinne als „Mäßigung im Umgang mit Sexualität“ verstanden, in anderen Koranstellen (Sure 17:32 zu Ehebruch; 24:30 und 33:35 zu Keuschheit) jedoch stets auf das ethische Handeln zwischen den Geschlechtern angewandt. Die traditionelle Exegese bezieht jede andere Form der Sexualität mit ein. Es gibt eine Reihe von Hadithen, von denen sich einige auch zur Masturbation ablehnend äußern. Unter anderem wird Fasten zur Vermeidung von Sünde empfohlen.
Bei Schiiten ist Masturbation generell verboten, bei Sunniten ebenfalls mit unterschiedlichen Bewertungen zu Ausnahmefällen. Während Masturbation bei Schāfiʿiten und Malikiten generell verboten ist, kann sie bei Hanafiten und Hanbaliten im Einzelfall erlaubt sein, z. B. nach einer gescheiterten Ehebeziehung. Es gibt bei Muslimen eine in der iranischen Sprache als „taqaandan“ bezeichnete Masturbationstechnik, bei der ein Teil des erigierten Penisschaftes absichtlich geknickt wird, um eine Lustempfindung auszulösen, aber auch um die Erektion zu beseitigen. Diese führt zu einer in anderen Kulturen nicht bestehenden hohen Häufigkeit von Penisrupturen durch Masturbation.

#### Daoismus
Im Unterschied zu vielen anderen Religionen sieht der Daoismus in der Masturbation keine „Sünde“, betrachtet aber die zum Samenerguss führende männliche Masturbation kritisch, weil sie durch die Verschwendung des Samens einen Verlust an Qi verursache und zu Schwächung und Krankheit des Körpers führe. Die daoistisch korrekt – also ohne Ejakulation – ausgeführte Masturbation dagegen wird nicht nur toleriert, sondern sogar als für den Körper gesund angesehen. (Siehe auch: Daoistische Sexualpraktiken, Abschnitt zur männlichen Ejakulation)

## Masturbation im Tierreich
Masturbation ist im Tierreich weit verbreitet und wurde beispielsweise bei zahlreichen Affenarten, Hunden, Kühen, Pferden, Walen, Fledermäusen, Schafen sowie bei Vögeln und bei Reptilien (beispielsweise Schildkröten) beobachtet. Dies umfasst, anders als früher behauptet, nicht nur domestizierte und in Gefangenschaft lebende Tiere, sondern auch wilde Tiere beider Geschlechter in freier Natur.
Für wissenschaftlich haltbare Aussagen über den selektiven Vorteil weiblicher Masturbation bei Primaten gibt es noch nicht ausreichend Daten. Männliche Masturbation mit Ejakulation dient dem Schutz vor Infektionskrankheiten sowie der Abstoßung von minderwertigem Sperma. Männliche Masturbation ohne Ejakulation bietet Männchen niedrigeren Rangs zudem den Vorteil, im Falle einer Paarungschance schneller ejakulieren zu können (siehe auch Vorzeitiger Samenerguss #Anthropologische Erklärung). Sie ist daher vor allem bei Primatenarten mit starker Konkurrenz zwischen den Männchen besonders häufig zu beobachten.
Bei Bären wurde beobachtet, dass sie masturbieren, während sie anderen Bären bei der Paarung zusehen.
Die dabei verwendeten Techniken sind vielfältig und umfassen beispielsweise die manuelle Stimulation mit Hand, Pfoten, Füßen oder Schwanz, Autofellatio, Reiben des Penis gegen den Bauch oder Gegenstände. Auch das Herstellen von Werkzeugen, die der Masturbation dienen, ist bei einigen Arten bekannt. Bei einigen Arten wurde eine spontane Ejakulation ohne vorhergehende körperliche Stimulation beobachtet. Auch die Stimulation weiterer erogener Zonen wie der Zitzen oder des Geweihs verschiedener Hirscharten kann beobachtet werden. Bei weiblichen Säugetieren umfasst die Masturbation häufig die direkte oder indirekte Stimulation der bei allen Säugetieren vorhandenen Klitoris.

## Dokumentationen
- Solo-Sex – Von Menschen und Tieren, die masturbieren. TV-Dokumentation in HD von Denise Dismer (Regie), Deutschland 2024 für ZDF / 3sat.